# 艾倫鎮區 (密歇根州)
艾倫鎮區（英語：Allen）是位於美國密歇根州希爾斯代爾縣的一個行政鎮區。

## 地方資料
艾倫鎮區的面積為93.84平方千米，當中陸地面積為93.27平方千米，而水域面積為0.57平方千米。根據2020年美國人口普查的數據，當地共有人口1602人，而人口密度為每平方千米17.07人。